# Le Quillio
Le Quillio är en kommun i departementet Côtes-d'Armor i regionen Bretagne i nordvästra Frankrike. Kommunen ligger i kantonen Uzel som tillhör arrondissementet Saint-Brieuc. År 2022 hade Le Quillio 591 invånare.

## Befolkningsutveckling
Antalet invånare i kommunen Le Quillio
Referens:INSEE